# M/S Knipan
M/S Knipan är en finländsk bil- och passagerarfärja för Ålandstrafiken. Den byggdes 1985 på Valmet Laivateollisuus i Åbo och levererades till Ålands landskapsregering för att segla för Ålandstrafiken.
M/S Knipan går främst på Södra linjen: Långnäs–Överö–Sottunga–Kökar–Galtby.